# Кибальчич, Николай Иванович
Никола́й Ива́нович Киба́льчич (19 [31] октября 1853, Короп, Черниговская губерния — 3 [15] апреля 1881, Санкт-Петербург) — российский революционер-народоволец сербского и украинского происхождения, изобретатель, участник последнего покушения на императора Российской империи Александра II. Дед главного маршала авиации СССР А. Е. Голованова. 

## Биография
Родился 19 (31) октября 1853 года в г. Коропе Черниговской губернии Российской империи в семье священника Ивана Иосифовича Кабальчича, имевшего сербское происхождение, и Варвары Максимовны Иваницкой. Николай был самым младшим из 6 детей Ивана и Варвары.
Когда Николай был маленьким, его мать уже жила отдельно от всей семьи, так как болела туберкулёзом. И Николая Кибальчича отправили на воспитание к отцу его матери, священнику Максиму Петровичу Иваницкому (друг Ивана Котляревского). Там мальчик начал увлекаться техникой. В 1871 году окончил с серебряной медалью Новгород-Северскую гимназию.
Дмитрий Сильчевский вспоминал:
В Новгород-Северской гимназии Кибальчич в 6-м и 7-м (последнем) классе был неизменно первым учеником и в особенности изумлял всех своих товарищей, даже учителей, своими изумительными математическими способностями.Д. Сильчевский
С 1871 года учился в Петербургском институте инженеров путей сообщения, с 1873 года — в Медико-хирургической академии.
С октября 1875 до июня 1878 года находился в Лукьяновской тюрьме (Киев) по обвинению в революционной пропаганде среди крестьян Киевской губернии. В 1879 году, уже после освобождения, вошёл в группу «Свобода или смерть», образовавшуюся внутри «Земли и воли». Затем стал агентом Исполкома «Народной воли». Являясь «главным техником» организации, участвовал в подготовке покушений на Александра II — именно он изобрёл и изготовил метательные снаряды с «гремучим студнем», которые были использованы И. И. Гриневицким и Н. И. Рысаковым во время покушения на Екатерининском канале. Кибальчичу принадлежит одна из важнейших теоретических статей в народовольческой публицистике — «Политическая революция и экономический вопрос» («Народная воля», 5 февраля 1881 года), посвящённая соотношению экономики и политики в революционном движении. Она отмечена влиянием марксизма.
17 марта 1881 года был арестован и приговорён к смертной казни через повешение вместе с революционерами А. И. Желябовым, С. Л. Перовской и другими первомартовцами. Приговор приведён в исполнение 3 (15) апреля 1881 года. Помилования Кибальчич не просил.

## Проект ракеты
Находясь в тюрьме, за несколько дней до казни Кибальчич разработал оригинальный проект пилотируемого ракетного летательного аппарата, способного (по мнению некоторых) совершать космические перелёты. В своем проекте Кибальчич рассмотрел устройство порохового ракетного двигателя, управление полётом путём изменения угла наклона двигателя, программный режим горения, обеспечение устойчивости аппарата и многие другие аспекты. Он также рассчитывал габариты пороховых шашек и камеры сгорания ракетного двигателя, размышлял над проблемами управления полётом летательного аппарата и обеспечения его устойчивости с помощью крыльев-стабилизаторов, кроме того, анализировал способы торможения аппарата в атмосфере при спуске. Задолго до Циолковского Кибальчич обосновал выбор рабочего тела и источника энергии космического летательного аппарата, высказал идею о возможности применения пороха для реактивного двигателя.
По легенде, свой проект он начертил кусочком пуговицы на стене камеры, так как бумагу ему не давали, но вскоре он всё же перерисовал проект со стены на бумагу.
Просьба Кибальчича о передаче рукописи в Академию наук следственной комиссией удовлетворена не была, проект был впервые опубликован лишь спустя 37 лет, в 1918 году в журнале «Былое», № 4—5.
Аппарат Кибальчича был не способен достичь ни первой космической скорости, ни даже сверхзвуковой, а находящийся на открытой платформе воздухоплаватель был никак не защищён от воздействия высокой скорости и условий в верхних слоях атмосферы. Кроме того, не был предусмотрен парашют, в связи с чем пилотируемый полёт на такой ракете закончится почти гарантированной смертью членов экипажа.
Кибальчич был разносторонним учёным, хотя и самоучкой. Он, например, рассчитал способы обеспечения программированного режима горения пороха, разработал методы сжигания, устройства, подающие топливо и регулирующие этот процесс с помощью автоматических часов.

## Адреса в Санкт-Петербурге
- конец апреля — начало мая 1880 года: дом Ф. Д. Серапина (Забалканский проспект, 22);
- начало мая — середина июля 1880 года: доходный дом (Подольская улица, д. 9, кв. 38);
- конец октября — декабрь 1880 года: доходный дом (Невский проспект, 122);
- конец января — 17 марта 1881 года: доходный дом (набережная Лиговского канала, 83).

## Память
Политик Лев Дейч так описывал Кибальчича в своих воспоминаниях:
<...> Но особенно оптимистом он был в отношении к людям. О всех, с кем он близко сталкивался, он был хорошего мнения! Хотя и не превозносил никого до небес, не приходил ни от кого в особенный восторг. Он со всеми в тюрьме — как впоследствии на воле — был одинаково хорош, ровен, со всеми жил в мире (нас было в тюрьме человек около 20-ти). Я решительно не знаю случая, чтобы он с кем-нибудь серьёзно поспорил, поругался, и думаю, во всю его жизнь с ним не было такого случая. Всегда спокойный, уступчивый... <...>Л. Дейч
- Дом-музей в Коропе.
- Именем Кибальчича назван кратер на Луне.
- Имя с 1965 года или ранее носит гора Кибальчича в Антарктиде (координаты[7]: 71°56′ ю. ш. 14°20′ в. д.HGЯO), обнаруженная в 1961 году САЭ[8].
- Его именем названы улицы в Киеве, Харькове, Москве, Волгограде, Калуге и Астрахани, Одессе, Санкт-Петербурге, Липецке.
- В 1978 году издан художественный маркированный конверт, посвящённый Кибальчичу.
- В СССР, Украине и Йемене были выпущены почтовые марки, посвящённые Кибальчичу. В СССР (в 1964 году) и Йемене (в 1969 году) — со схемой ракетного летательного аппарата.
- Памятник в пгт Короп.
- Кибальчичу посвящена пьеса драматурга Константина Скворцова «Кибальчич»[9]
- В 1920 году Государственный фарфоровый завод выполнил тарелку с изображением революционера. Заказ был связан с 40-летием покушения на Александра II[10].

- В филателии
- Почтовая марка СССР, 1964 год
- Почтовый конверт СССР, 1978 год
- Почтовая марка Украины, 2002 год